# Stauroderus
Kózka (Stauroderus) – rodzaj owadów prostoskrzydłych z rodziny szarańczowatych.
Głowę tych szarańczaków cechują nitkowate, niezgrubiałe czułki. Przedplecze ma tylko jedną bruzdę na dysku wyraźnie zaznaczoną, a jego bruzda tylna biegnie przed jego środkiem. Narząd bębenkowy nakryty jest fałdem oskórka. Obie płcie mają aparat strydulacyjny, przy czym samce mogą grać również w locie. Pokrywy mają pole marginalne rozszerzone nasadowo i zwężone ku szczytowi, a pole medialne szersze niż kostalne. Tylną parę skrzydeł cechują wygięte w ⅓ od wierzchołka żyłki kostalna i subkostalna oraz zgrubiała środkowa część żyłki radialnej.
Przedstawiciele występują głównie w krainie palearktycznej. W Polsce rodzaj ten jest reprezentowany tylko przez kózkę ciemnoskrzydłą.
Takson ten wprowadzony został w 1897 roku przez I. Bolívara. Należą tu 3 opisane gatunki:
- Stauroderus campestris (Stål, 1861)
- Stauroderus scalaris (Fischer von Waldheim, 1846) – kózka ciemnoskrzydła
- Stauroderus yunnaneus (Uvarov, 1925)